# Канфанар
Канфана́р (хорв. Kanfanar) — древний город на полуострове Истрия, находящийся на левой стороне ущелья Драга, переходящего в Лимский залив — природной границы между двумя областями — Пулы и Пореча.

## История
Первое упоминание о городе Канфанар относится к 5 мая 1096 года, когда патриарх Волрико (итал. Volrico) подписал концессию на территорию вокруг Лимского залива в пользу коммуны Двиград. Канфанар начал своё развитие с маленького поселения, постепенно превратившись в большой город к 1630 году. Соседний Двиград к тому времени был окончательно измотан постоянными войнами и эпидемиями малярии и местные жители стали постепенно покидать древнее поселение, отдавая предпочтение Канфанару. Согласно старинным летописям, к 1650 году в Двиграде оставалось только три семьи, неспособные на переезд, хотя 40 годами ранее крепость и близлежащие территории населяло около 150 семей общей численностью до 700 душ.
С ростом Канфанара, небольшая церковь, установленная здесь в XIII веке, перестала вмещать большое количество прихожан и на её месте в 1696 году был воздвигнут новый храм Св. Сильвестера. В 1714 году из Двиграда сюда перенесена церковная кафедра, ранее располагавшаяся в базилике Св. Софии и имеющая историческую ценность. Таким образом церковь Св. Сильвестера получает статус приходской, а в 1723 году церковный ансамбль дополняется недостающей колокольней.
Очередной серьёзной вехой в развитии города стала постройка, во времена австрийского правления, железной дороги к Пуле. В Канфанаре была построена современная железнодорожная станция, оборудованная всем необходимым. Сюда из основания долины Драга был проложен трубопровод, соединенный с Ровинем, а также установлены паровые насосы. Паровые двигатели паровозов заправлялись здесь же водой. Таким образом город стал единственным железнодорожным узлом на территории Истрии. Движение на Пулу было открыто 18 августа 1876 года. Ровиньское же ответвление железной дороги просуществовало менее века — с 20 сентября 1876 года до 20 октября 1966 года. В 1906 году город также становится важным транспортным узлом после строительства трассы на Мргане (хорв. Mrgane).
Во время первой мировой войны, в 1915 году, австрийские власти, ожидавшие активных боевых действий на территории Истрии, производят эвакуацию проживающих в Канфанаре женщин и детей в город Моравска (хорв. Moravska).
Вторая мировая война не обошла стороной город — Канфанар был обстрелян и сожжен немецкими оккупантами, было казнено много людей из числа гражданского населения, сожжено муниципальное здание, в котором хранились вся документация и архивы не только самого города, но и давно пустующего Двиграда.
В 1947 году город получает статус окружного, однако вместе с этим лишается свободы в отношении некоторых религиозных обрядов, в числе которых месса в память о Св. Ромуальде, начинавшаяся в церкви Св. Мартина, находящейся чуть выше по Лимскому заливу, и оканчивающаяся в пещере его имени песнопениями и молитвами. Последняя подобная процессия проходила в 1946 году под патронажем блаженного Мирослава Булешича, замученного и убитого в 1947 году в Ланище (хорв. Lanišće). Позже к ряду запрещенных обрядов добавилось и празднование дня Св. Якоба.
В современной истории Канфанар постепенно теряет свой статус, став местным сообществом. Принималось несколько попыток организации местного населения — был организован колхоз и построено здание истринского землячества. Однако попытки оказались безуспешными. В здании землячества теперь размещается начальная школа Петра Студенаца (хорв. Petar Studenac), на вилле «Евфимия» расположена школа-интернат. На центральной площади города расположено здание, в котором ранее располагался городской культурный центр. Здесь местные жители могли играть в настольный теннис и бильярд, слушать радио. Самая большая комната центра являлась кинотеатром (теперь она служит гимнастическим залом), где иногда проходили различные праздники и танцевальные вечера.
Не так давно около города был построен самый большой в Хорватии виадук через ущелье Драга, возвышающийся на 126 метров и протяженностью 552 м. На его открытии присутствовал президент страны Франьо Туджман.
В настоящее время город оказался на пересечении двух главных транспортных артерий полуострова. Рядом с Канфанаром находится развязка двух скоростных шоссе: A8 (Канфанар — Матульи) и A9 (Буе — Пула). Эти дороги называются «Истрийский ипсилон».

## Население
Муниципальное образование общины Канфанар состоит из 20 населенных пунктов (включая сам город) общей численностью 1 457 человек (по данным переписи 2001 г.):
| Русские имя | Хорватские имя | Население |
| ----------- | -------------- | --------- |
| Барат       | Barat          | 69        |
| Брайковичи  | Brajkovići     | 84        |
| Бубани      | Bubani         | 53        |
| Буричи      | Burići         | 81        |
| Червари     | Červari        | 41        |
| Дубравци    | Dubravci       | 10        |
| Юрал        | Jural          | 15        |
| Канфанар    | Kanfanar       | 473       |
| Кореничи    | Korenići       | 40        |
| Курили      | Kurili         | 31        |
| Ладичи      | Ladići         | 40        |
| Маричи      | Marići         | 121       |
| Маружини    | Maružini       | 78        |
| Матоханци   | Matohanci      | 69        |
| Мргани      | Mrgani         | 45        |
| Окрети      | Okreti         | 38        |
| Путини      | Putini         | 46        |
| Сошичи      | Sošići         | 57        |
| Шоричи      | Šorići         | 41        |
| Жунтичи     | Žuntići        | 25        |

## Достопримечательности
Обнаруженные следы человеческой культуры в окрестностях Канфанара относятся к эпохе палеолита (в пещере Св. Ромуальда), каменного (отражены на находящихся по соседству с пещерой холмах Zamnjak и Maklavun) и бронзового веков. Остатки культуры бронзового века дают нам возможность создать общее представление о том, как наши предки хоронили усопших важных особ. Также найдены исторические памятники римской культуры, относящиеся к периоду как нашей эры, так и до неё.